# 董恂

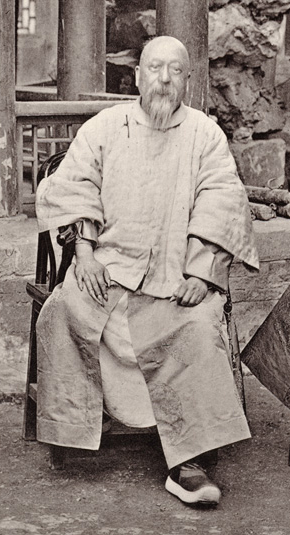
董恂(1871年)

董 恂（とう じゅん、Dong Xun、1807年 - 1892年）は、清末の官僚・能書家。字は忱甫、号は韞卿。江蘇省揚州府甘泉県出身。初めは名を醇といったが、同治帝の名（載醇）を避けて恂と改めた。
1840年に進士となり、道光帝・咸豊帝・同治帝・光緒帝の4代に仕えた。戸部主事・湖南儲運道・直隷清河道・順天府尹・兵部侍郎・戸部侍郎・都察院左都御史・兵部尚書・戸部尚書を歴任し、中でも戸部尚書の在任期間は1869年から12年の長きに渡った。また総理各国事務衙門にも入り、ベルギーやオーストリアとの条約交渉に当たった。1882年、76歳の時に引退し、10年後に揚州で死去した。
董恂は書に長け、著作も多い。『楚漕工程』十六巻・『江北運程』四十巻・『甘棠小志』・『隨軺載筆七種』・『荻芬書屋文稿』・『手訂年譜』が現存している。
総理各国事務衙門在職中に、アメリカの詩人ヘンリー・ワズワース・ロングフェローの詩『人生賛歌』の漢訳を扇にしたため、ボストンのロングフェローに送っており、ロングフェローの故居に現存している。